# Grasshopper (cocktail)
Il Grasshopper è un after dinner cocktail a base di Crème de menthe, Crème de cacao e Crème fraîche, servito in coppetta da cocktail. È un cocktail riconosciuto ufficialmente dall'IBA dal 1961.

## Composizione

### Ingredienti
- 20 ml di Crème de menthe
- 20 ml di Crème de cacao (bianco)
- 20 ml di Crème fraîche

### Preparazione
Versare gli ingredienti in uno shaker ricolmo di ghiaccio. Shakerare energicamente per diversi secondi e servire attraverso uno strainer in una coppetta da cocktail ben fredda.